# ナクシェ・ロスタムのシャープール1世の戦勝レリーフ

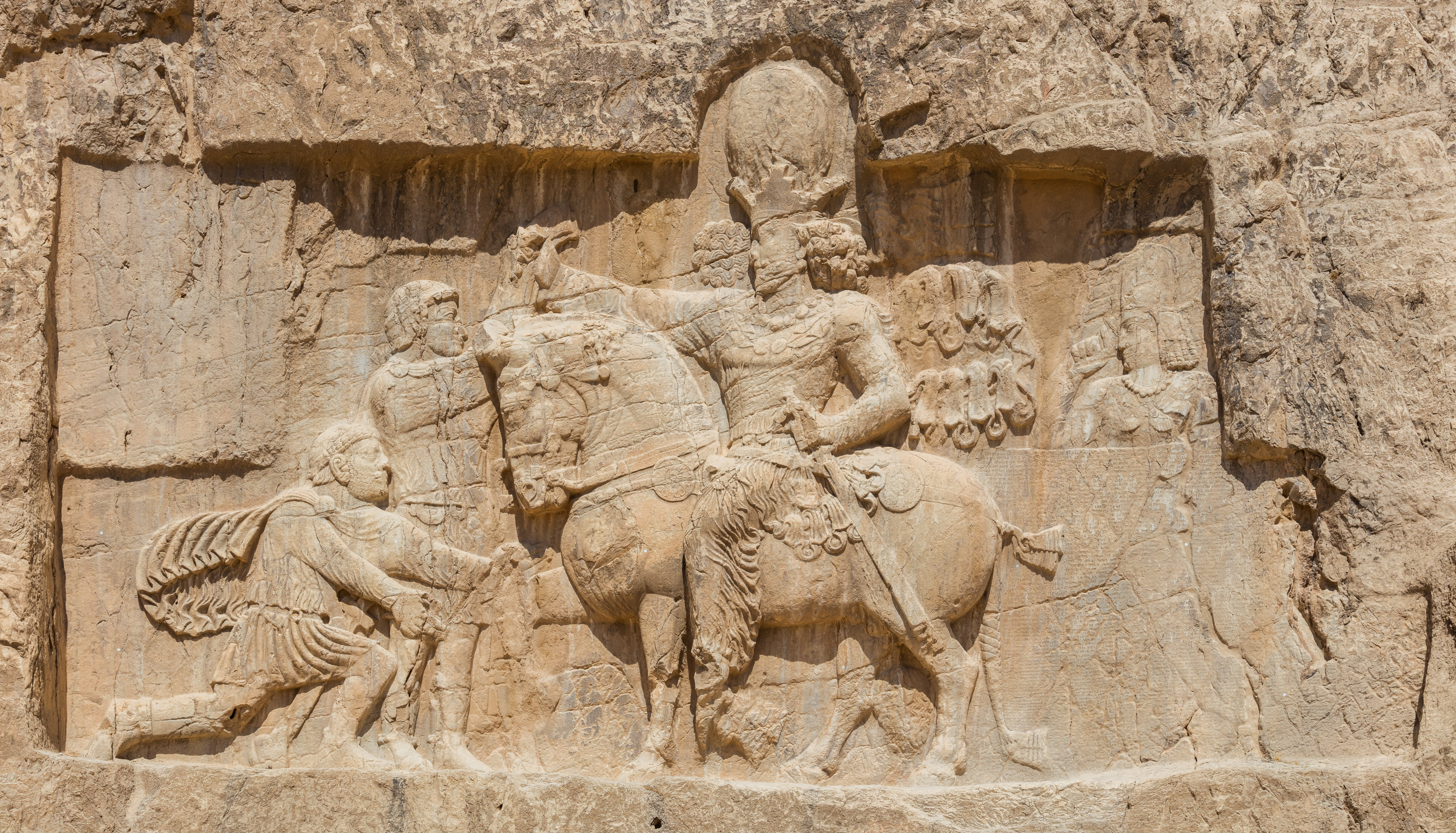

ナクシェ・ロスタムのシャープール1世の戦勝レリーフはペルセポリスの北3キロメートルにある。嘗て存在したアケメネス朝の墓の下の岩壁に切り込んだ8つのサーサーン朝の岩の彫刻が最も印象的である。
この彫刻はローマ皇帝ウァレリアヌスがシャープール1世の前に跪き慈悲を求めている有名な場面を描写している。シャープールは全ローマ軍が撲滅されウァレリアヌスがシャープールの捕虜になったエデッサの戦いでウァレリアヌスを破った。これはローマ皇帝が捕虜になった最初で唯一の事件であった。ピリップス・アラブス皇帝は立ち姿を描写し、ゴルディアヌス3世はシャープールの馬の足元で死んでいる。馬の下側に5行のギリシャ語の銘があるが、損傷している。パフラヴィー語とパルティア語の現在は壊れているが2つの銘もあったと考えられている。

## 参照
1. 1 2  Mehrdad Kia, The Persian Empire: A Historical Encyclopedia (ABC-CLIO, 2016), vol. 1, s.v. "Naqsh-e Rostam", pp. 29–31.
2. ↑  The history of pre-Islamic literature of Persia, Ahmad Tafazzoli and Zhale Amoozgar, p 87, Sokhan publications, Tehran, ISBN 964-5983-14-2

座標: 北緯29度59分19秒 東経52度52分19秒 / 北緯29.9886度 東経52.8719度